# Amtsbezirk Scheibbs
Der Amtsbezirk Scheibbs war eine Verwaltungseinheit im Mostviertel in Niederösterreich.
Der Amtsbezirk war der Kreisbehörde in St. Pölten unterstellt und besorgte deren Amtsgeschäfte vor Ort. Die Zuständigkeit erstreckte sich neben Scheibbs auf die damaligen Gemeinden St. Anton, Buch, Ernegg, Etzerstetten, Feichsen, St. Georgen an der Leys, Gries, Hochrieß, Unterhub, Lehen, Lonitzberg, Marbach, Mitterwasser, Neustift, Oberndorf, Ochsenbach, Pötzelsdorf, Puchenstuben, Purgstall, Pyhrafeld, Reidlingberg, Rogatsboden, Rottenhaus, Schachau, Schadendorf, Scheibbsbach, Sölling, Steinakirchen, Wang, Waasen, Wechling, Weinzierl, Wieselburg, Wolfpassing, Zarnsdorf, Zehetgrub und Zehnbach.
Der Amtsbezirk umfasste dabei 38 Gemeinden mit 16.352 Einwohnern (lt. Zählung von 1851).